# Sinfonía n.º 95 (Haydn)

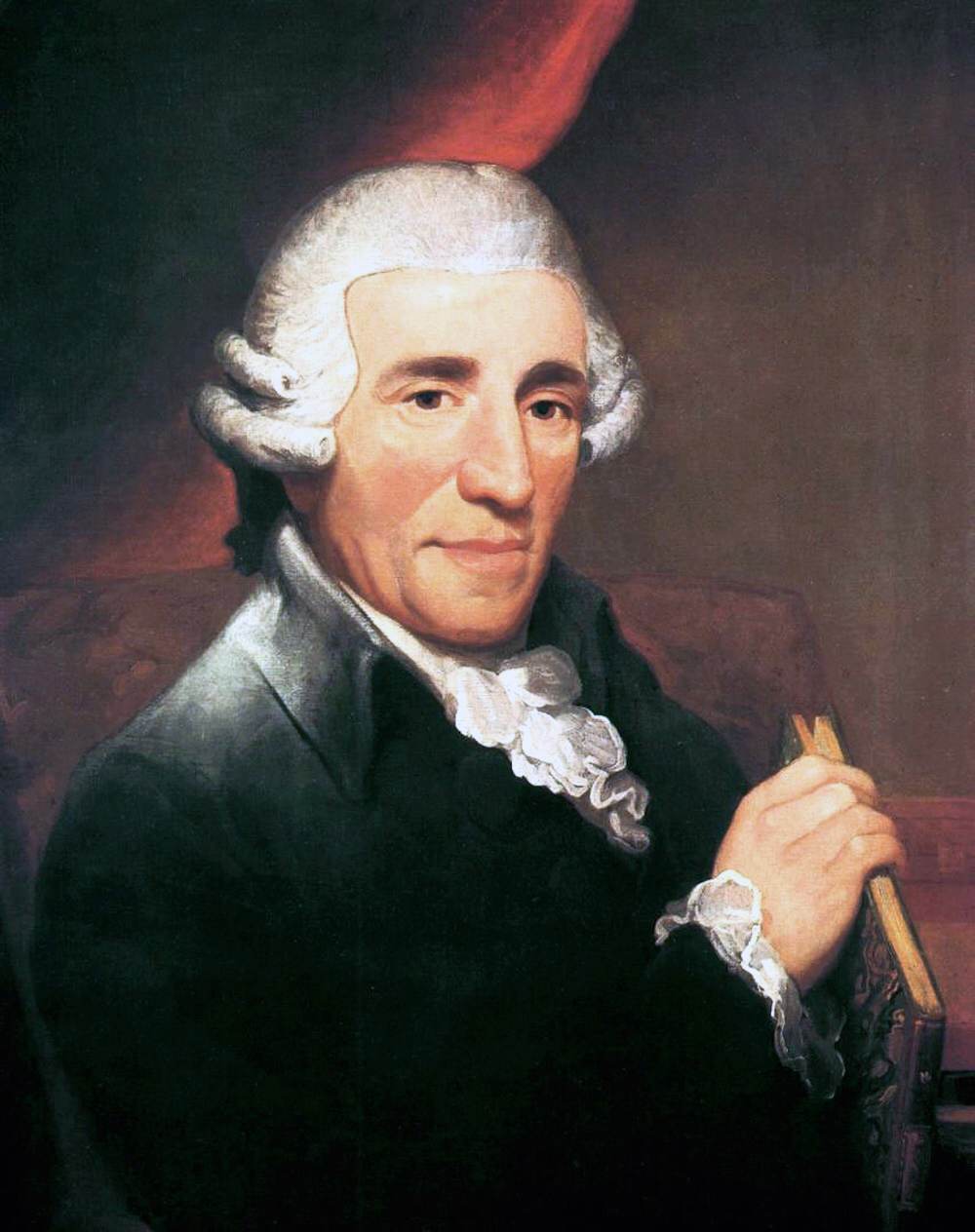
Haydn en 1791.

La Sinfonía n.º 95 en do menor, Hob. I:95 fue compuesta por Joseph Haydn en 1791. Es la tercera de las denominadas Sinfonías de Londres (n.º 93 - 104).

## Historia
La producción sinfónica del maestro austríaco puede dividirse a grandes rasgos en tres bloques temporales: el primer bloque (1757-1761) se corresponde con su periodo al servicio del conde Carl von Morzin (n.º 1 - n.º 5); el segundo bloque en la corte Esterházy (1761-1790 pero con la última sinfonía para el público de Esterházy en 1781); y el tercer bloque (1782-1795) comprende las Sinfonías de París (n.º 82 - n.º 87) y las Sinfonías de Londres (n.º 93 - n.º 104). El 1 de mayo de 1761 el compositor firmó su contrato como vice-kapellmeister (más tarde kapellmeister) de la familia Esterházy, que nominalmente duró 48 años, hasta su muerte.
La composición de esta pieza se desarrolló en 1791. Se conserva la partitura manuscrita autógrafa. Haydn había sido compositor de la corte del príncipe Nicolás Esterházy durante 28 años cuando éste murió en 1790. El sucesor de Nicolás, su hijo Antón, no era un gran aficionado a la música y desmanteló en gran medida el entramado musical de la familia. El compositor se trasladó a Viena y no tardó en recibir numerosas ofertas de empleo. La más interesante procedía del violinista y empresario Johann Peter Salomon, que le ofreció una considerable suma de dinero para presentar varias obras nuevas en una serie de conciertos en Inglaterra, en lo que sería su primer viaje fuera de Austria. Su primera estancia en Londres, que fue un gran éxito según todos los testimonios, empezó el 1 de enero de 1791 y finalizó en julio de 1792 con su regreso a Viena. Con motivo de este viaje el compositor escribió una primera serie de seis sinfonías "londinenses" (n.º 93 - 98) y la n.º 95 es la tercera de esta primera serie.

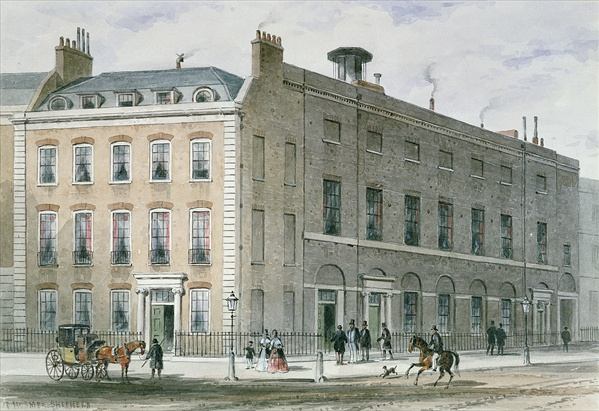
Hanover Square de Londres, lugar del estreno.

El estreno se celebró en Hanover Square Concert Rooms en Londres durante la temporada de 1791, pero se desconoce la fecha exacta. Según Palmer, probablemente fue en mayo o junio, cerca del final de la temporada de conciertos de Salomon de 1791. Hay pruebas de que Haydn emparejó inicialmente la Sinfonía n.º 95 con la n.º 96 en re mayor.

## Instrumentación
La partitura está escrita para una orquesta formada por:
- Viento madera: 1 flauta, 2 oboes y 2 fagotes.
- Viento metal: 2 trompas y 2 trompetas.
- Percusión: timbales.
- Cuerda: una sección de cuerdas con 2 violines, viola, violonchelo y contrabajo.

En cuanto a la participación del clavecín como bajo continuo en las sinfonías de Haydn existen diversas opiniones entre los estudiosos: James Webster se sitúa en contra; Hartmut Haenchen a favor; Jamie James en su artículo para The New York Times presenta diferentes posiciones por parte de Roy Goodman, Christopher Hogwood, H. C. Robbins Landon y James Webster. A partir de 2019 la mayor parte de las orquestas con instrumentos modernos no utiliza el clavecín como continuo. No obstante, existen grabaciones con clavecín en el bajo continuo realizadas por: Trevor Pinnock (Sturm und Drang Symphonies, Archiv, 1989-1990); Nikolaus Harnoncourt (n.º 6–8, Das Alte Werk, 1990); Sigiswald Kuijken (incluidas las Sinfonías de París y Londres; Virgin, 1988-1995); Roy Goodman (Ej. n.º 1-25, 70-78, 82-87; Hyperion, 2002).
Numerosas fuentes muestran que Haydn dirigió sus sinfonías en los conciertos de Londres inicialmente desde el clavecín y a partir de 1792 desde el pianoforte, como era la práctica interpretativa de la época. Esto indica el uso de un instrumento de teclado (es decir, clavecín o pianoforte) como continuo en las Sinfonías de Londres. Incluso James Webster, uno de los principales detractores del uso del clavecín como continuo, excluye las sinfonías londinenses de su idea de que Haydn no empleó clavecín u otro instrumento de teclado para tocar el continuo. "Y, por supuesto, el argumento se refiere exclusivamente a las sinfonías anteriores a Londres y a las interpretaciones fuera de Inglaterra".

## Estructura y análisis
La sinfonía consta de cuatro movimientos:
- I. Allegro moderato, en do menor → do mayor 2
2
- II. Andante, en mi bemol mayor 6
8
- III. Menuet, en do menor – Trío, en do mayor 3
4
- IV. Finale. Vivace, en do mayor 2
2

La interpretación de esta obra dura aproximadamente entre 20 y 25 minutos. Esta sinfonía es la única de las sinfonías "londinenses" que está escrita en una tonalidad menor y que no comienza con una introducción lenta en el movimiento inicial. Es posible que Haydn pensara que la naturaleza dramática del do menor hacía innecesaria una introducción lenta. También es su única sinfonía escrita en un tono menor que incluye trompetas y timbales.

### I.Allegro moderato
El primer movimiento, Allegro moderato, está escrito en la tonalidad de do menor aunque termina en do mayor, en compás alla breve y sigue la forma sonata. Se abre de manera impactante con un arrebato inicial en fortissimo seguido de una melodía en ritmo con puntillo, está impregnada de una tensión al estilo del Sturm und Drang. Una transición de una gran diversidad dinámica, construida sobre la figura inicial, modula al relativo mayor (mi bemol mayor) para el segundo tema, una figura descendente en los violines. Tanto el tema principal como el secundario aparecen en la extensa sección de desarrollo, pero la contundente figura del comienzo se lleva todo el protagonismo. De hecho, la melodía suena tantas veces que el compositor opta por omitirla en la recapitulación truncada. Empieza la sección en su lugar con el tema del ritmo con puntillo. Cuando el segundo tema hace su entrada no es en la tónica, do menor, sino en do mayor, la tonalidad en la que termina el movimiento.

### II.Andante
El segundo movimiento, Andante, está en mi bemol mayor y en compás de 6/8 y adopta la forma de un tema con variaciones. En algunas ediciones aparece marcado como Andante cantabile, pero en la versión original autógrafa de Haydn solo anotó Andante. Está escrito casi en su totalidad para cuerdas solas. La ligereza de este movimiento se vuelve inquietante cuando el tema inicial regresa en mi bemol menor.

### III.Menuet– Trio
El tercer movimiento, Menuet – Trio, está en do menor que en el trío pasa a do mayor y en compás de 3/4. Aunque mantiene los parámetros formales tradicionales del minueto con trío, Haydn amplía enormemente la forma. La primera sección del minueto abarca veintidós compases, en lugar de los ocho o dieciséis habituales. Tras el cierre de la primera parte en mi bemol mayor, la segunda parte arranca en esta misma tonalidad con nuevo material y se completa con la típica reexposición de la primera parte, pero devolviendo la armonía a do menor. El trío está en do mayor, sirve de contraste con la sección previa y cuenta con un solo de violonchelo.

### IV.Finale.Vivace
El cuarto y último movimiento, Finale. Vivace, está en do mayor, el compás es alla breve y responde a la forma rondó. El Finale se inicia con un tema cuyos dos primeros compases consituyen la base de una extensa sección de contrapunto en mitad del movimiento. Haydn cierra la obra con brillantez al escribir el Finale en do mayor en lugar de volver a la tónica inicial. Este animado movimiento aprovecha buena parte de su impulso hacia delante en su compás de 2/2 y el constante pulso de corcheas en el acompañamiento. Las veloces peripecias cromáticas de la mitad del movimiento anticipan el segmento fortissimo en do menor del final.